# Arseni Michailowitsch Awraamow

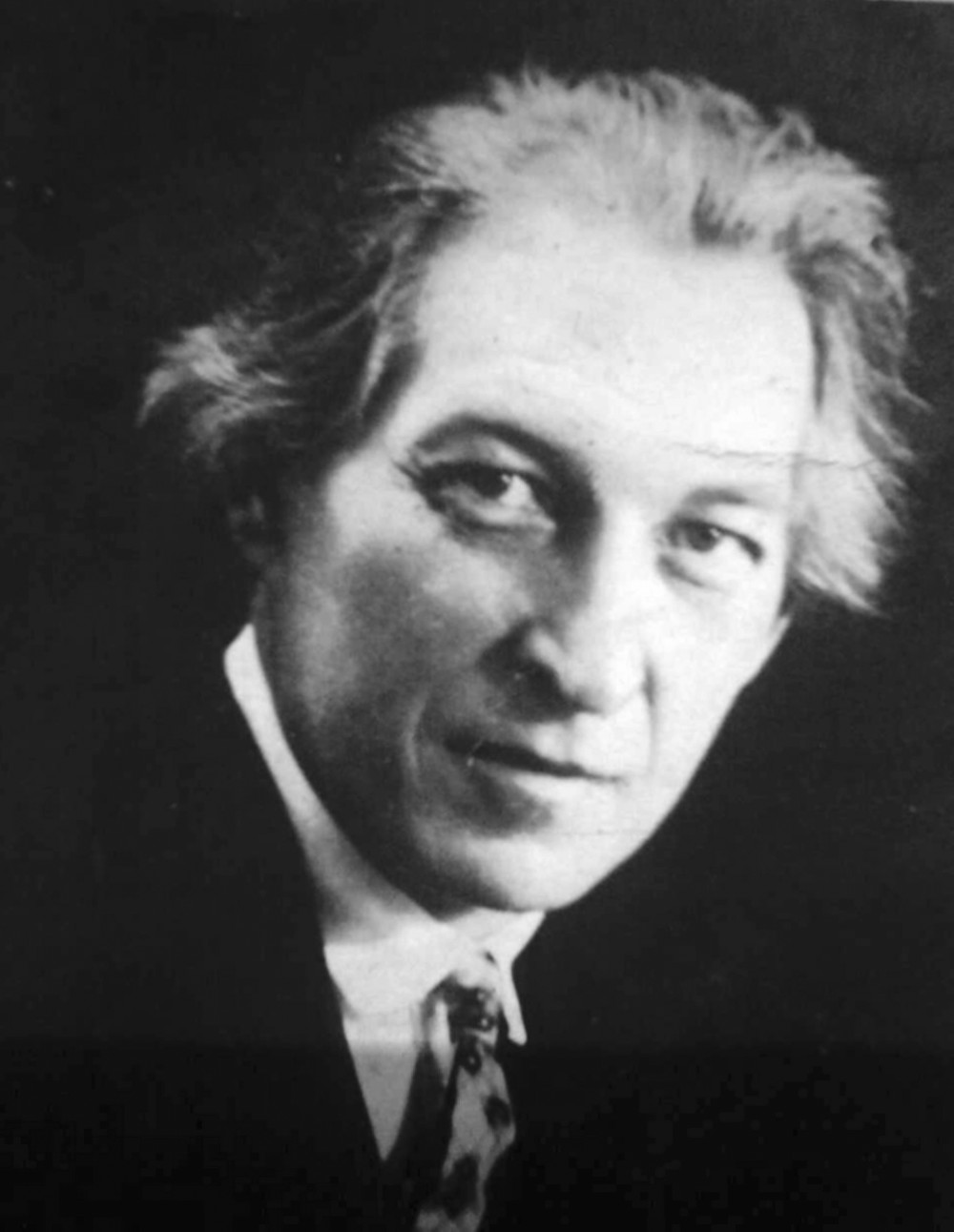
Arseni Awraamow (ca. 1920)

Arseni Michailowitsch Awraamow (russisch Арсений Михайлович Авраамов), eigentlich Krasnokutski (russisch Краснокутский; * 10. Apriljul. / 22. April 1886greg. in Nowotscherkassk; † 19. Mai 1944 in Moskau) war ein russischer Komponist und Musiktheoretiker der Avantgarde.

## Leben und Wirken
Im Jahr 1908 begann Awraamow sein Musikstudium am Moskauer Konservatorium, das er jedoch aus finanziellen Gründen abbrechen musste. Ein Stipendium ermöglichte es ihm kurze Zeit später, sein Studium in den Fächern Komposition und Klavier an der Schule der Moskauer Philharmonischen Gesellschaft bei Protopopov und Arseni Koreschtschenko fortzuführen, das er 1911 erfolgreich beendete. Anfang der 1910er-Jahre arbeitete er als Musikkritiker unter dem Pseudonym Ars für einen Musikverlag. Nach dem Ausbruch des Ersten Weltkrieges floh er ins Ausland und verdiente seinen Unterhalt als Heizer und als Zirkuskünstler. Nach Russland zurückgekehrt, war er 1917/18 als Kunstkommissar am Volkskommissariat für Bildung (Narkompros) und als Mitorganisator der Proletkult-Bewegung tätig.
1918 begann er eine Symphonie der Fabriksirenen Simfonija Gudkow zu komponieren, die er 1921 abschloss. Diese Symphonie führte er zum fünften Jahrestag der Oktoberrevolution am 7. November 1922 in Baku und ein Jahr später in Moskau auf. Anregung dazu gab Alexei Gastew aus der futuristischen Szene St. Petersburgs. Awraamow baute zahlreiche neue Musikinstrumente, wie das Saitenpolychor, und entwickelte 1926 im Rahmen seiner Dissertation ein eigenes universales Tonsystem aus 48 Tönen Universalnaja sistema tonow, für das er auch Symphonien aus Kanonendonner, abstürzenden Flugzeugen, Militärmärschen und anderen Elementen komponierte. Ende der 1920er Jahre demonstrierte er seine Kompositionen in Berlin, Frankfurt am Main und Stuttgart. Awraamow setzte sich auch mit der mikrotonalen Musik auseinander, und im Jahr 1929 war er wahrscheinlich der erste, der den Ton für einen Film direkt durch Markierungen auf der Tonspur erzeugte (Institut für Wissenschaftliche Forschung). Ab 1934 lehrte Awraamow am Moskauer Konservatorium im Fach Geschichte und Theorie von Soundsystemen.
In seinen letzten Jahren lebte Awraamow in Naltschik, Kabardino-Balkarien, wo er Volksmusik der Völker im Kaukasus sammelte, er schrieb einige Kompositionen auf der Grundlage dieser Materialien.